# Acacia polystachya
Acacia polystachya é uma espécie de leguminosa do gênero Acacia, pertencente à família Fabaceae.